# Saison 5 d'Old Christine
Chronologie
Saison 4
Cet article présente le guide des épisodes de la cinquième saison de la série télévisée américaine Old Christine (The New Adventures of Old Christine).

## Épisode 1: Titre français inconnu (Bahamian Rhapsody)
- Titre original : Bahamian Rhapsody
- Numéro(s) : 68 (5-01)
- Diffusions :
  -  États-Unis : 23 septembre 2009 sur CBS
  -  France : sur Canal+
- Audience(s) :
- Invité(es) :
- Résumé :

## Épisode 2: Titre français inconnu (Burning Love)
- Titre original : Burning Love
- Numéro(s) : 69 (5-02)
- Diffusions : 
  -  États-Unis : 30 septembre 2009 sur CBS
  -  France : sur Canal+
- Audience(s) :
- Invité(es) :
- Résumé :

## Épisode 3: Titre français inconnu (The Mole)
- Titre original : The Mole
- Numéro(s) : 70 (5-03)
- Diffusions : 
  -  États-Unis : 7 octobre 2009 sur CBS
  -  France : sur Canal+
- Audience(s) :
- Invité(es) :
- Résumé :

## Épisode 4: Titre français inconnu (For Love or Money)
- Titre original : For Love or Money
- Numéro(s) : 71 (5-04)
- Diffusions : 
  -  États-Unis : 14 octobre 2009 sur CBS
  -  France : sur Canal+
- Audience(s) :
- Invité(es) :
- Résumé :

## Épisode 5: Titre français inconnu (Doctor Little Man)
- Titre original : Doctor Little Man
- Numéro(s) : 72 (5-05)
- Diffusions : 
  -  États-Unis : 21 octobre 2009 sur CBS
  -  France : sur Canal+
- Audience(s) :
- Invité(es) :
- Résumé :

## Épisode 6: Titre français inconnu (The Curious Case of Britney B)
- Titre original : The Curious Case of Britney B
- Numéro(s) : 73 (5-06)
- Diffusions : 
  -  États-Unis : 4 novembre 2009 sur CBS
  -  France : sur Canal+
- Audience(s) :
- Invité(es) :
- Résumé :

## Épisode 7: Titre français inconnu (Nuts)
- Titre original : Nuts
- Numéro(s) : 74 (5-07)
- Diffusions : 
  -  États-Unis : 11 novembre 2009 sur CBS
  -  France : sur Canal+
- Audience(s) :
- Invité(es) :
- Résumé :

## Épisode 8: Titre français inconnu (Love Means Never Having to Say You're Crazy)
- Titre original : Love Means Never Having to Say You're Crazy
- Numéro(s) : 75 (5-08)
- Diffusions : 
  -  États-Unis : 18 novembre 2009 sur CBS
  -  France : sur Canal+
- Audience(s) :
- Invité(es) :
- Résumé :

## Épisode 9: Titre français inconnu (I Love Woo, I Hate Who)
- Titre original : I Love Woo, I Hate Who
- Numéro(s) : 76 (5-09)
- Diffusions : 
  -  États-Unis : 25 novembre 2009 sur CBS
  -  France : sur Canal+
- Audience(s) :
- Invité(es) :
- Résumé :

## Épisode 10: Titre français inconnu (Old Christine Meets Young Frankenstein)
- Titre original : Old Christine Meets Young Frankenstein
- Numéro(s) : 77 (5-10)
- Diffusions : 
  -  États-Unis : 9 décembre 2009 sur CBS
  -  France : sur Canal+
- Audience(s) :
- Invité(es) :
- Résumé :

## Épisode 11: Titre français inconnu (It's Beginning to Stink a Lot Like Christmas)
- Titre original : It's Beginning to Stink a Lot Like Christmas
- Numéro(s) : 78 (5-11)
- Diffusions : 
  -  États-Unis : 16 décembre 2009 sur CBS
  -  France : sur Canal+
- Audience(s) :
- Invité(es) :
- Résumé :

## Épisode 12: Titre français inconnu (Whale of a Tale)
- Titre original : Whale of a Tale
- Numéro(s) : 79 (5-12)
- Diffusions : 
  -  États-Unis : 13 janvier 2010 sur CBS
  -  France : sur Canal+
- Audience(s) :
- Invité(es) :
- Résumé :

## Épisode 13: Titre français inconnu (Truth or Dare)
- Titre original : Truth or Dare
- Numéro(s) : 80 (5-13)
- Diffusions : 
  -  États-Unis : 20 janvier 2010 sur CBS
  -  France : sur Canal+
- Audience(s) :
- Invité(es) :
- Résumé :

## Épisode 14: Titre français inconnu (A Family Unfair)
- Titre original : A Family Unfair
- Numéro(s) : 81 (5-14)
- Diffusions : 
  -  États-Unis : 10 février 2010 sur CBS
  -  France : sur Canal+
- Audience(s) :
- Invité(es) :
- Résumé :

## Épisode 15: Titre français inconnu (Sweet Charity)
- Titre original : Sweet Charity
- Numéro(s) : 82 (5-15)
- Diffusions : 
  -  États-Unis : 3 mars 2010 sur CBS
  -  France : sur Canal+
- Audience(s) :
- Invité(es) :
- Résumé :

## Épisode 16: Titre français inconnu (Subway, Somehow)
- Titre original : Subway, Somehow
- Numéro(s) : 82 (5-16)
- Diffusions : 
  -  États-Unis : 10 mars 2010 sur CBS
  -  France : sur Canal+
- Audience(s) :
- Invité(es) :
- Résumé :

## Épisode 17: Titre français inconnu (Up in the Airport)
- Titre original : Up in the Airport
- Numéro(s) : 83 (5-17)
- Diffusions : 
  -  États-Unis : 7 avril 2010 sur CBS
  -  France : sur Canal+
- Audience(s) :
- Invité(es) :
- Résumé :

## Épisode 18: Titre français inconnu (Revenge Makeover)
- Titre original : Revenge Makeover
- Numéro(s) : 84 (5-18)
- Diffusions : 
  -  États-Unis : 14 avril 2010 sur CBS
  -  France : sur Canal+
- Audience(s) :
- Invité(es) :
- Résumé :

## Épisode 19: Titre français inconnu (I Love What You Do For Me)
- Titre original : I Love What You Do For Me
- Numéro(s) : 85 (5-19)
- Diffusions : 
  -  États-Unis : 21 avril 2010 sur CBS
  -  France : sur Canal+
- Audience(s) :
- Invité(es) :
- Résumé :

## Épisode 20: Titre français inconnu (Scream)
- Titre original : Scream
- Numéro(s) : 86 (5-20)
- Diffusions : 
  -  États-Unis : 5 mai 2010 sur CBS
  -  France : sur Canal+
- Audience(s) :
- Invité(es) :
- Résumé :

## Épisode 21: Titre français inconnu (Get Smarter)
- Titre original : Get Smarter
- Numéro(s) : 87 (5-21)
- Diffusions : 
  -  États-Unis : 12 mai 2010 sur CBS
  -  France : sur Canal+
- Audience(s) :
- Invité(es) :
- Résumé :